# Jan Veenhof
Jan Hendrik Veenhof (Leeuwarden, 28 gennaio 1969) è un allenatore di calcio ed ex calciatore olandese, di ruolo difensore.